# Андреа Вани
Андреа Вани, или Андреа ди Вани д’Андреа (на италиански: Andrea di Vanni d’Andrea; * 1330/1333, Сиена, † сл. 1414, пак там) е италиански художник от Сиенска школа. Повлиян от Симоне Мартини, той спомага за разпространението на стила на Сиенската школа в Южна Италия.
Андреа Вани е не толкова художник, колкото политически деятел и дипломат, затова неговата фигура е интересна по-скоро от историческа гледна точка отколкото от гледна точка на изкуството.

## Биография
Роден е в Сиена през 1330/33 г. Вероятно навлиза в политиката едва след свалянето на демократичния Съвет на дванадесетте в града. През 1368 г., по време на период на политическа нестабилност в Сиенската република, Андреа участва активно във въстание срещу установената власт на благородниците. В резултат на това те са изгонени и Съветът на дванадесетте е възстановен, и той скоро включва и Андреа Вани. Църковни източници съобщават, че той участва в това въстание заедно с Бартоло, брат на Св. Екатерина Сиенска. Андреа има дългогодишни приятелски отношения с тази светица, той е неин ревностен почитател и историята е запазила писмата, които тя му пише. В църквата „Сан Доменико“ в Сиена има фреска на Андреа, на която той изобразява светицата: това изображение се счита за единствения приживе неин портрет, въпреки че има експерти, които оспорват този факт. 
След като Андреа Вани стана член на правителствения съвет, му са поверени различни държавни дела. В частност му е поверена дипломатическа мисия в папския двор в Неапол и Авиньон – изключително отговорна задача. Въпреки това полуграмотните му писма, оцелели до наши дни, карат някои изследователи да се съмняват в дипломатическите му способности. Въпреки това Андреа заема няколко различни държавни длъжности през дългия си живот и освен в Неапол и Авиньон, той пътува с дипломатическа мисия до Рим и Флоренция. 
Андреа Вани умира около 1414 г. Тъй като няма данни за смъртта му в сиенската църква „Сан Доменико“, където почиват всичките му роднини, се появява версията, че Вани е починал някъде в чужбина.

## Творби
Творбите му са малко. Може би това е резултат от факта, че Андреа посвещава по-голямата част от времето си на обществените дела. Периодът на неговото творчество обхваща повече от шестдесет години, но повечето от произведенията нямат точна датировка и реконструкцията на работата му е доста произволна. Основната му характеристика е, че възпитан върху образците на живописта от началото на XIV век, по-специално върху творчеството на Симоне Мартини и братята Амброджо и Пиетро Лоренцети, Андреа пренася идеите си през целия си живот и петдесет години по-късно създава същата „Мадона с Младенеца“ както в началото на кариерата му. Основните му произведения са съсредоточени в Сиена, но тъй като Андреа, според документите, е живял в Неапол през 1383-84 г., част от работата му се намира и там.
Неговите ранни малоформатни Мадона с Младенеца (Ашмолеански музей, Оксфорд; Берлинска художествена галерия) имат меки контури на фигурите, нежни оттенъци на тоновете, в тях се вижда лекота на четката. Младенецът обаче изглежда сковано и по това тези ранни произведения приличат на по-късните му и по-мащабни произведения, които са в сиенските църкви „Сан Франческо“, „Санто Донато“ и „Санто Стефано“.
Главното достоверно известно произведение на Андреа Вани е голямата олтарна картина от църквата „Санто Стефано“ в Сиена. На нея са изобразени Мадоната на трон и светците Стефан, Яков, Вартоломей и Йоан Кръстител. Много стриктно е изписана Мадоната с Младенеца в църквата „Сан Микеле“.
Съвместно с Бартоло ди Фреди, който е съдружник на Андреа не толкова в живописта, колкото в политическата дейност, той изписва Рождество на Богородица със светците Яков, Екатерина, Вартоломей и Елисавета (Пинакотека на Сиена). От тях са създадени Разпятие с двама светии (Сиенска академия), Благовещение на два панела от Палацо „Сарачени“, Триптих: Разпятие и Възкресение (Галерия „Коркоран“, Вашингтон) и Св. Себастиан (Сиенска пинакотека).
Дългият живот на художника и неговата вярност към принципите на живописта, усвоени в младостта, му позволяват да пренесе изкуството си от началото на XIV век и в началото следващия век, макар то вече очевидно изглежда архаично.
- Мадоната с Младенеца
- Възнесение Господне, 1355/60, Ермитаж, Санкт Петербург
- Св. Клара, ок. 1360, Худ. музей на Колеж „Помона“, Клеърмонт, Калифорния
- Апостол Петър, 1390-те г. Музей за изящни изкуства, Бостън
- Апостол Павел, 1390-те г. Музей за изящни изкуства, Бостън